# IC 5130
IC 5130 ist eine Spiralgalaxie vom Hubble-Typ Sc im Sternbild Indus am Südsternhimmel. Sie ist schätzungsweise 348 Millionen Lichtjahre von der Milchstraße entfernt und hat einen Durchmesser von etwa 190.000 Lj.
Das Objekt wurde am 28. September 1900 von DeLisle Stewart entdeckt.